# NGC 1085
NGC 1085 је спирална галаксија у сазвежђу Кит која се налази на NGC листи објеката дубоког неба.
Деклинација објекта је + 3° 36' 28" а ректасцензија 2h 46m 25,2s. Привидна величина (магнитуда) објекта NGC 1085 износи 12,4 а фотографска магнитуда 13,2. NGC 1085 је још познат и под ознакама UGC 2241, MCG 0-8-10, CGCG 389-8, NPM1G +03.0099, IRAS 02438+0323, PGC 10498.